# Вестстейн, Виллем
Виллем Вестстейн (нидерл. Willem G.Weststeijn; род. 1943, Алкмар) — нидерландский славист, доктор филологических наук.

## Биография
Окончил Амстердамский университет, где его учителями были, в частности, Ян ван дер Энг, Моймир Грыгар и Кейс Верхейл. Профессор того же университета (UvA), заведовавший в течение 30 лет кафедрой русской и славянской литературы, ныне, в связи с уходом на пенсию в 2009 году  - Почётный профессор Университета Амстердама.

Был удостоен российской правительственной награды — медали Пушкина за вклад в распространение и пропагандирование русской культуры за рубежом (2008).
Глава и один из соредакторов нидерландского журнала «Tijdschrift voor Slavische literatuur» и выходящего в Нидерландах международного журнала «Russian Literature» (печать по запросу Print on demand), а также книжной серии «Studies in Slavic Literature and Poetics». Один из крупнейших в мире специалистов по творчеству Велимира Хлебникова, автор монографии «Велимир Хлебников и развитие поэтического языка в русском символизме и футуризме» (англ. Velimir Chlebnikov and the Development of Poetical Language in Russian Symbolism and Futurism; 1983) и переводчик первой на нидерландской язык книги избранных стихотворений Хлебникова "Я и Россия" (по одноимённому стихотворению поэта) - (lang- nl) Velimir Chlebnikov, Ik en Rusland, vertaald door Willem G. Weststeijn. Meulenhoff, Amsterdam, 1986. ISBN 90 290 2144 6

Опубликовал также обзорный труд «Русская литература» (нидерл. Russische literatuur; 2004).

Активный переводчик на нидерландский язык как классической русской поэзии, так и современной. Перевёл на нидерландский язык сборник стихотворений современной русской поэтессы Людмилы Ходынской "Kenmerken van het moment" (lang-nl).

Также переводил отдельные стихотворения российских поэтов Геннадия Айги, Тимура Кибирова, Дмитрия Александровича Пригова, Константина Кедрова, Елены Шварц, Ольги Седаковой, Светланы Кековой, Инны Лиснянской, Виктора Сосноры, Алексея Парщикова, Веры Павловой и др., всего около 30 современных поэтов.
Был одним из организаторов переезда в Нидерланды Н. И. Харджиева и нелегального вывоза его архива за рубеж. По глубокому убеждению Харджиева, Вестстейн причастен к исчезновению некоторых ценных материалов, в том числе рукописей Хлебникова, из его архива.

## Награды
- Медаль А. С. Пушкина (2008, Международная ассоциация преподавателей русского языка и литературы)[9].
- Лауреат Международной отметины имени Давида Бурлюка (2004)[10].